# Federacja Klubów Szaradzistów
Federacja Klubów Szaradzistów – stowarzyszenie skupiające polskie kluby szaradzistów, zarejestrowane w rejestrze stowarzyszeń i związków Urzędu Wojewódzkiego w Toruniu na podstawie wniosku z dnia 6 października 1981. 
FKS jest współorganizatorem biesiad szaradziarskich, turniejów kompozycji krzyżówki, turniejów szkół.

## Historia
Klubami założycielskimi były toruński klub Labirynt i Orion, jasielski klub Kalambur oraz grudziądzki klub Enigma. Pierwszy zjazd FKS odbył się w Gorzowie Wielkopolskim 21 listopada 1981 roku. Wzięło w nim udział 74 delegatów z 20 klubów. Wybrano pierwszy zarząd główny w liczbie 20 osób oraz ścisłe prezydium w liczbie 8 osób. Pierwszym prezesem został Jerzy Marchewka.

## Aktualne władze FKS[1]
- Stanisław Bruszkowski - prezes
- Leszek Rydz - wiceprezes
- Bogdan Witek - sekretarz
- Marek Kawałek - członek
- Tomasz Tokarski - członek

## Lista klubów szaradzistów zrzeszonych w FKS
1. Białostocki Klub Szaradzistów „Arara” – organizator Szaradziarskich Mistrzostw Regionu Północno-Wschodniego
2. Bocheński Klub Szaradzistów „Omnibus” – organizator Szaradziarskich Mistrzostw Małopolski
3. Brodnicki Klub Szaradzistów "Jolka" – organizator Szaradziarskich Mistrzostw Brodnicy
4. Bydgoski Klub Szaradzistów "Orion"
5. Gdański Klub Szaradzistów "Neptun"[2] - organizator Szaradziarskich Mistrzostw Gdańska, Szaradziarskich Mistrzostw Pelplina, Turnieju Szaradziarskiego "Tylko z Jolką"
6. Głogowski Klub Szaradzistów "As"[3] - organizator Szaradziarskich Mistrzostw Głogowa
7. Gorzowski Klub Szaradzistów "Atena" – organizator Szaradziarskich Mistrzostw Gorzowa Wielkopolskiego
8. Grodziski Klub Szaradzistów "Edyp" – organizator Szaradziarskich Mistrzostw Grodziska Mazowieckiego, Drużynowego Turnieju Szaradziarskiego „Ekipiada”
9. Miejski Klub Szaradzistów "Kon-Tiki"[4] z Józefowa - organizator Szaradziarskich Mistrzostw Józefowa
10. Kielecki Klub Szaradzistów "Astra"
11. Koszaliński Klub Szaradzistów "Diagram"[5]
12. Krakowski Klub Szaradzistów "Agora"[6] - organizator Szaradziarskich Mistrzostw Krakowa
13. Lubelski Klub Szaradzistów "Luks" – organizator Szaradziarskich Mistrzostw Lublina
14. Łowicki Klub Szaradzistów "Słowik" – organizator Szaradziarskich Mistrzostw Łowicza
15. Łódzki Klub Szaradzistów "Alfa" – organizator Szaradziarskich Mistrzostw Łodzi
16. Płocki Klub Rozrywek Umysłowych "Relaks" – organizator Szaradziarskich Mistrzostw Płocka (wspólnie z TKS "Sfinks")
17. Poznański Klub Szaradzistów "Pyrrus"[7] - organizator Szaradziarskich Mistrzostw Poznania
18. Przemyski Klub Szaradzistów "Przemek"[8] - organizator Szaradziarskich Mistrzostw Przemyśla
19. Skarżyski Klub Szaradzistów "Anagram" - organizator corocznego ogólnopolskiego turnieju w Skarżysku-Kamiennej
20. Sosnowiecki Klub Szaradzistów "ARIAda"[9] - organizator Szaradziarskich Mistrzostw Sosnowca
21. Szczeciński Klub Szaradzistów "Sekstans"
22. Toruński Klub Szaradzistów "Sfinks"[10] – organizator Szaradziarskich Mistrzostw Grudziądza, Ogólnopolskiego Maratonu Szaradziarskiego w Toruniu, Toruńskiej Ligi Szaradziarskiej[11]
23. Klub Szaradzistów "Labirynt" z Torunia – organizator Szaradziarskich Mistrzostw Kujaw i Pomorza w Przyjezierzu koło Strzelna
24. Wrocławski Klub Szaradzistów "Kamer" – organizator Szaradziarskich Mistrzostw Wrocławia
25. Żarski Klub Szaradzistów "Abak" – organizator Szaradziarskich Mistrzostw Żar